# 双五角錐
双五角錐（そうごかくすい、Pentagonal dipyramid）とは、五角形を赤道面とする双角錐である。二つの合同な五角錐を底面同士で貼り合わせた形状をしており、10枚の三角形でできている。また三角形の形により次のような特別なものもある。

## デルタ十面体
デルタ十面体とは、デルタ多面体の一種で、全ての面が正三角形でできている双五角錐のことであり、13番目のジョンソンの立体である。

### 性質
- 表面積: 一辺を{\displaystyle a}とすると {\displaystyle S={{5{\sqrt {3}}} \over {2}}a^{2}}
- 体積: 一辺を{\displaystyle a}とすると {\displaystyle V={{5+{\sqrt {5}}} \over {12}}a^{3}}

### 近縁な図形
| 正五角錐 （半分に割る）              | 双五角錐柱 （間に正五角柱を追加）                      | 正二十面体 （間に正反五角柱を追加）                                     | 正八面体 （角錐の角の数を減らす） |
| 同相双五角台塔柱 （Expansionを行う） | 変形双五角錐 （特定の部分に正三角形2枚を割り込ませる） | 球形屋根 （特定の部分に正方形2枚と正三角形2枚を組み合わせたものを追加） |                                   |

## 正五角柱の双対
正五角柱の双対とは、アルキメデスの正五角柱（底面と側面がともに正多角形の正五角柱）の双対となる多面体である。
カタランの立体と同様、二面角が等しいという性質を持つ。
- 構成面: 二等辺三角形（頂角 40.42°,底角 69.79°,辺の比率 1:1:{\displaystyle {\begin{matrix}{\frac {5-{\sqrt {5}}\ }{4}}\end{matrix}}}）10枚
- 辺: 15
- 頂点: 7
- 双対: アルキメデスの正五角柱